# Reinhardt Kristensen
Reinhardt Møbjerg Kristensen é um zoólogo dinamarquês, notabilizado pela descoberta de três novos filos de animais invertebrados: Loricifera em 1983, Cycliophora em 1995, e Micrognathozoa em 2000 (sendo que este último taxon é, em alguns manuais, considerado Classe). Reinhardt Kristensen é,  ainda, considerado um dos principais peritos mundiais em tardígrados (Filo Tardigrada). Actualmente os seus interesses incidem, também, na biologia do árctico sendo que é o director da 'Arctic Station'.